# Šemovec
Šemovec – wieś w Chorwacji, w żupanii varażdińskiej, w gminie Trnovec Bartolovečki. W 2011 roku liczyła 916 mieszkańców.